# XFX
XFX es una división de manufactura con base en Hong Kong de Pine Technology Holdings Limited. La división XFX se inició en el 2002, tiene su mayor oficina en Ontario, California y se especializa en la manufactura de Tarjetas de Video basadas en los procesadores gráficos de Nvidia y AMD, placas madre y fuentes de alimentación.

## Tarjetas de Video

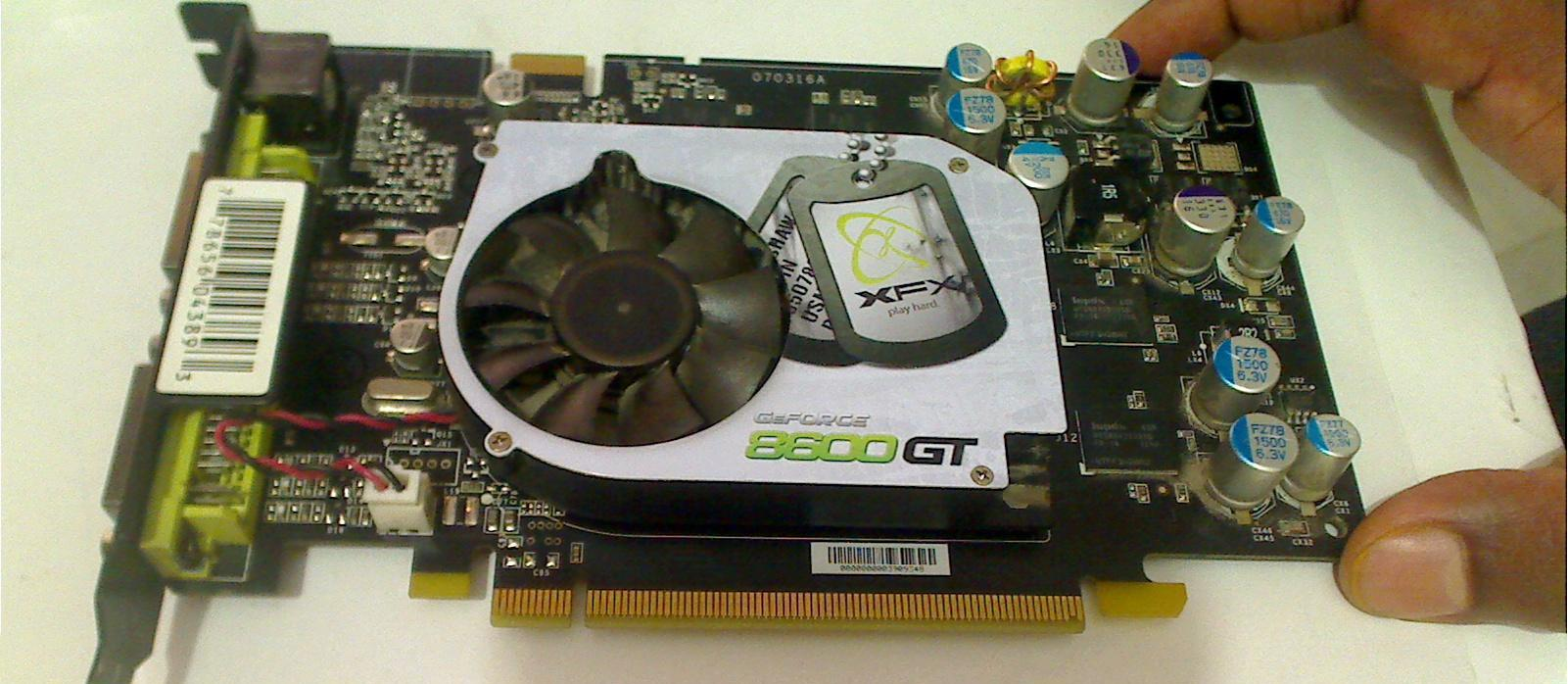
Una tarjeta de video XFX GeForce 8 Series 8600 GT

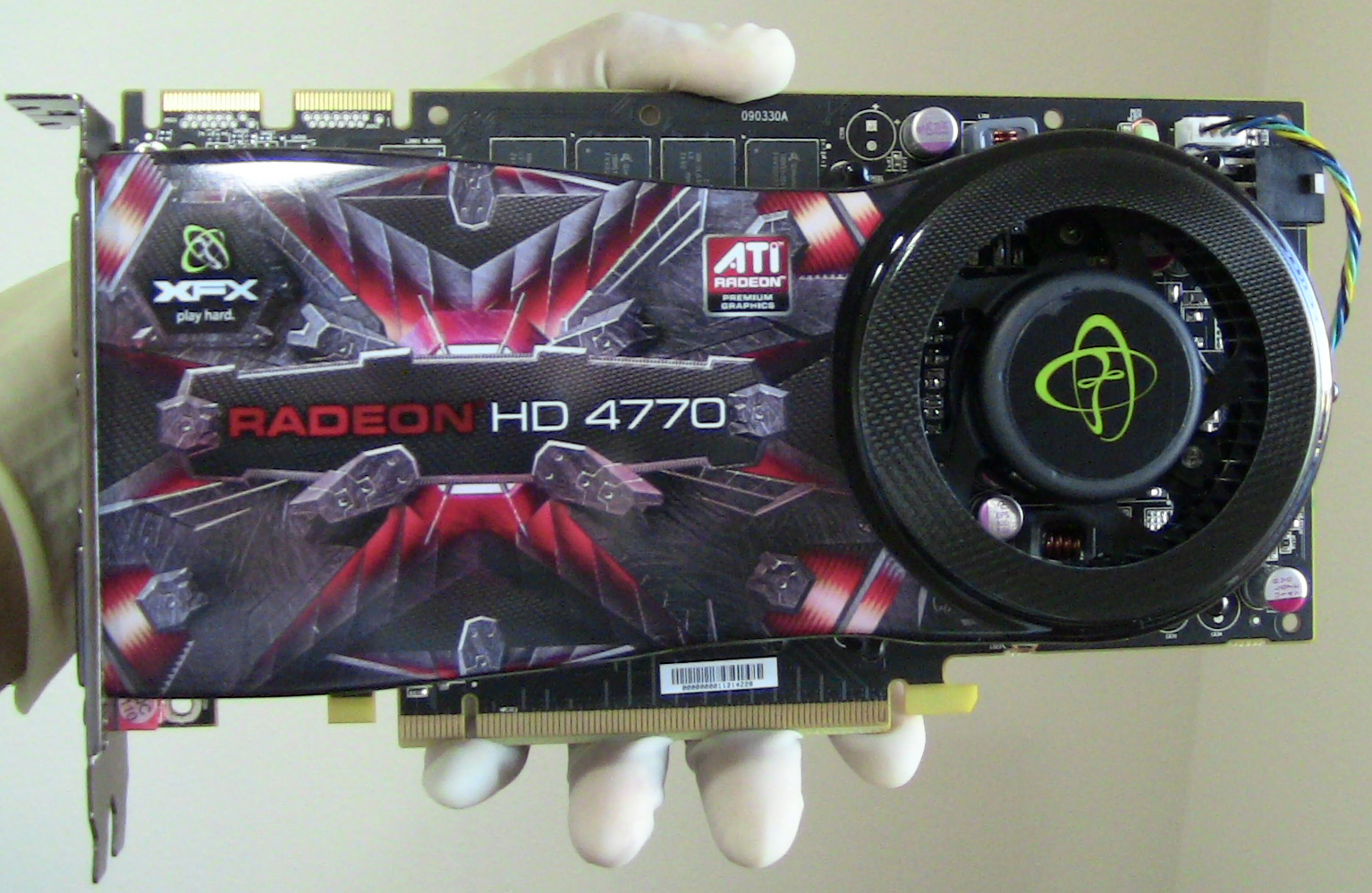
Una tarjeta de video XFX ATI Radeon

XFX originalmente solo producía tarjetas gráficas Nvidia, sin embargo durante el inicio del año 2009, XFX decidió que podría exclusivamente manufacturar tarjetas gráficas basadas en ATI, y no seguir usando Chip gráficos Nvidia. XFX también produce tarjetas de video con diseños no referenciales.

## Tarjetas de Video Fatal1ty
En el año 2006, XFX llegó a un acuerdo para utilizar el nombre de un jugador de Juegos de Campeonatos, Johnathan "Fatal1ty" Wendel, en la división de tarjetas gráficas. Sin embargo, la marca Fatal1ty al parecer, se ha dejado de utilizar por razones desconocidas

## Tarjetas de Video AMD/ATI
XFX empezó a producir Tarjetas de video ATI desde la serie R700 hasta las Northrend Islands. De la familia R700, XFX sólo produce tarjetas de video entusiastas y de gama Alta. De la familia de Northend Islands XFX produce tarjetas de video de todos los niveles; Estas tarjetas incluyen la HD6450, HD6550, HD6570, HD6650, HD6670, HD6770, HD6790, HD6850 HD6870, HD6950, HD6970 y la HD6990.
También recientemente ha estado fabricando con éxito las nuevas tarjetas gráficas basadas en el chip polaris con una eficiencia energeticasuperior a todas las gamas anteriores ya que está fabricado a solo 14 nanómetros , las GPU son las RX460 como la gama media , las RX470 como la alta y la RX480 como el tope de gama